# Дёмкин, Андрей Петрович
Андре́й Петро́вич Дёмкин (21 февраля 1976, Москва, СССР) — российский футболист. Выступал на позиции нападающего. Сыграл один матч за олимпийскую сборную России.

## Карьера
Воспитанник СДЮСШОР «Динамо» (Москва). Выступал за дублирующий состав клуба во втором и третьем дивизионах. Дебютировал за основной состав 24 мая 1995 года в матче 8-го тура против ЦСКА, выйдя на замену на 89-й минуте вместо Равиля Сабитова. Всего в том сезоне он сыграл 4 матча в чемпионате. В 1997 году стал финалистом Кубка России, сыграв в финале против «Локомотива». В июле того же года уехал в Бельгию. Там 5 лет выступал за «Андерлехт», «Кортрейк», «Жерминаль Беерсхот» и «Беверен». В 2002 году вернулся в «Динамо», но в составе закрепиться не сумел и перешёл в «Томь». В 2004 году вышел с клубом в Премьер-лигу, но после первого круга был отдан в аренду «Сибири». В 2006 году выступал за «Томь» в Премьер-лиге, провёл 9 матчей, забил 2 гола в 8-м и 9-м турах «Крыльям Советов» и «Лучу-Энергии». В 2007 году был без клуба, в 2008 был приглашён в «Шексну». Во втором дивизионе за них он сыграл 20 матчей и забил 2 гола. Клуб занял 3-е место в зоне «Запад». А в августе перешёл в «МВД России», и с ними вышел в первый дивизион. В 2009 после первого круга клуб расформировали.